# Akysidae
Akysidae é uma família de peixes da ordem Siluriformes.